# مقاطعة لودون (فيرجينيا)
 مقاطعة لودون  (بالإنجليزية:  Loudoun County)‏ هي إحدى المقاطعات في ولاية فيرجينيا في الولايات المتحدة الأمريكية.

## أعلام
- ستيفن برادلي
- جون تومسون ماسون
- روبرت إتش تشيلتون
- راسيل بيكر
- كوثبرت باول
- ألفرد إتش. باول
- درو هنتر